# Allocosa tenebrosa
Allocosa tenebrosa là một loài nhện trong họ wolfspinnen (Lycosidae).
Loài này thuộc chi Allocosa. Allocosa tenebrosa được Tord Tamerlan Teodor Thorell miêu tả năm 1897.